# Doyang-eup
Doyang-eup (koreanska: 도양읍) är en köping i Sydkorea. Den ligger i kommunen Goheung-gun i provinsen Södra Jeolla i den södra delen av landet, 330 km söder om huvudstaden Seoul.